# Gasparillo
Gasparillo es una localidad de Trinidad y Tobago, que forma parte de la región de Couva-Tabaquite-Talparo.

## Geografía
La localidad abarca parte de la isla Trinidad y limita al norte con Hermitage, Springland-San Fabian y Bonne Aventure, al sur con Harmony Hall (localidad de la región de Princes Town), al este con Bonne Aventure y al oeste con Macaulay y Pointe-à-Pierre

## Demografía
Datos demográficos de la localidad de Gasparillo:
| Gráfica de evolución demográfica de Gasparillo entre 2000 y 2011 |
|                                                                  |